# José Luis Valiente
José Luis Valiente Giménez (Alcira, Valencia, 18 de mayo de 1991), más conocido como Valiente, es un futbolista español que juega de mediocentro defensivo en el Asteras Tripolis de la Superliga de Grecia.

## Trayectoria
Nacido en Alcira, Valiente inició su formación en el CF L'Alquerieta. Fichó por la cantera del Valencia y terminó su formación con el Alicante CF, haciendo su debut senior -aún como juvenil- con el primer equipo en la temporada 2009-10, en Segunda División B. La temporada siguiente militó en el filial. Los problemas económicos del equipo alicantino que le llevaron a su desaparición hicieron al alzireño proponerse firmemente su retirada del fútbol. Animado por su padre, en el último día de mercado se decidió a fichar en el equipo de su localidad natal, la UD Alzira, donde jugó durante 3 temporadas en Tercera División antes de unirse al CD Olímpic de Xàtiva de la Segunda División B, el 26 de julio de 2014. 
El 8 de julio de 2015, Valiente firmó un contrato con el Levante Unión Deportiva "B" en Tercera División. 
El 19 de julio de 2016, se marcharía al equipo al Lleida Esportiu de la de la Segunda División B, e hizo su debut para este último el 21 de agosto jugando los 90 minutos completos de una derrota por 0-1 contra el CF Badalona. En dos buenas temporadas en Segunda B, el ribereño destacó -como todo el equipo- en la Copa del Rey. Primero eliminando a la Real Sociedad con una remontada por 2-3 y en la siguiente ronda ante el Atlético de Madrid.   
El 1 de junio de 2018, después de dos temporadas completas como titular con el Lleida, Valiente rescindió su contrato para firmar con el Asteras Tripolis de la Superliga de Grecia por tres temporadas. Hizo su debut profesional el 2 de agosto de 2018, comenzando en un empate 1–1 contra el club escocés Hibernian FC en la UEFA Europa League.
Valiente anotó su primer gol profesional el 25 de septiembre de 2018, en una victoria por 2-1 en casa contra el Apollon Smyrnis FC para la Copa de Grecia. Su primer gol en la liga llegó el 22 de octubre, en una derrota por 2–3 en el Atromitos FC. Su buen rendimiento provocó que tras el primer año, el club le plantease ampliar el contrato de tres a cinco temporadas. La 2022-23 la pasó en blanco (solo jugó un partido) al operarse de la rodilla. El club, en agradecimiento a su rendimiento, le prolongó un año su contrato. 

## Clubes
| Club                        | Categoría     | País   | Año         | Partidos | Goles |
| --------------------------- | ------------- | ------ | ----------- | -------- | ----- |
| CF L'Alquerieta             |               | España |             |          |       |
| Valencia CF                 | Cadete        | España | 2005 - 2007 |          |       |
| Alicante CF                 | Juvenil DH    | España | 2009 - 2010 |          |       |
| Alicante CF                 | 2ª División B | España | 2009 - 2010 |          |       |
| Alicante CF B               | 3ª División   | España | 2010 - 2011 |          |       |
| Unión Deportiva Alzira      | 3ª División   | España | 2011 - 2014 | 68       | 3     |
| Olímpic de Xàtiva           | 2ª División B | España | 2014 - 2015 | 33       | 3     |
| Levante Unión Deportiva "B" | 3ª División   | España | 2015 - 2016 | 34       | 0     |
| Lleida Esportiu             | 2ª División B | España | 2016 - 2018 | 71       | 0     |
| Asteras Tripolis            | 1ª División   | Grecia | 2018 -      | 50       | 2     |